# Can Valls (Badalona)
Can Valls fou una masia de Badalona situada a l'antic veïnat de Llefià.
Situada a tocar del torrent anomenat popularment com el Rierot, anomenat també per influència de la masia com torrent d'en Valls, un curs d'aigua avui totalment desfigurat que discorria per l'actual barri del Raval, i de l'antic camí de Llefià. La masia disposava d'una teuleria, on durant uns anys es va conservar un doli, buit i tapat per una pedra de pissarra quadrada, que s'havia trobat el 1925. D'acord amb les notes de l'arqueòleg Josep de Calassanç Serra i Ràfols, a prop es va trobar un altre vas, més petit, que no es conservà. A més, sota la casa de la teuleria sortien parets que semblaven més antigues. D'altra banda, s'hi localitzà també un fragment de làpida amb una inscripció.